# Fiat A.70
Il Fiat A.70 era un motore aeronautico radiale 7 cilindri raffreddato ad aria, prodotto dall'azienda italiana Fiat Aviazione, in produzione limitata, a partire dal 1934. 
Realizzato per motorizzare velivoli leggeri era accreditato di una potenza di 205 CV (151 kW) a 2 000 giri/min.

## Velivoli utilizzatori
- Breda Ba.42
- Caproni PS.1
- Nardi FN.310
- Fiat G.5 bis